# Botulizmus

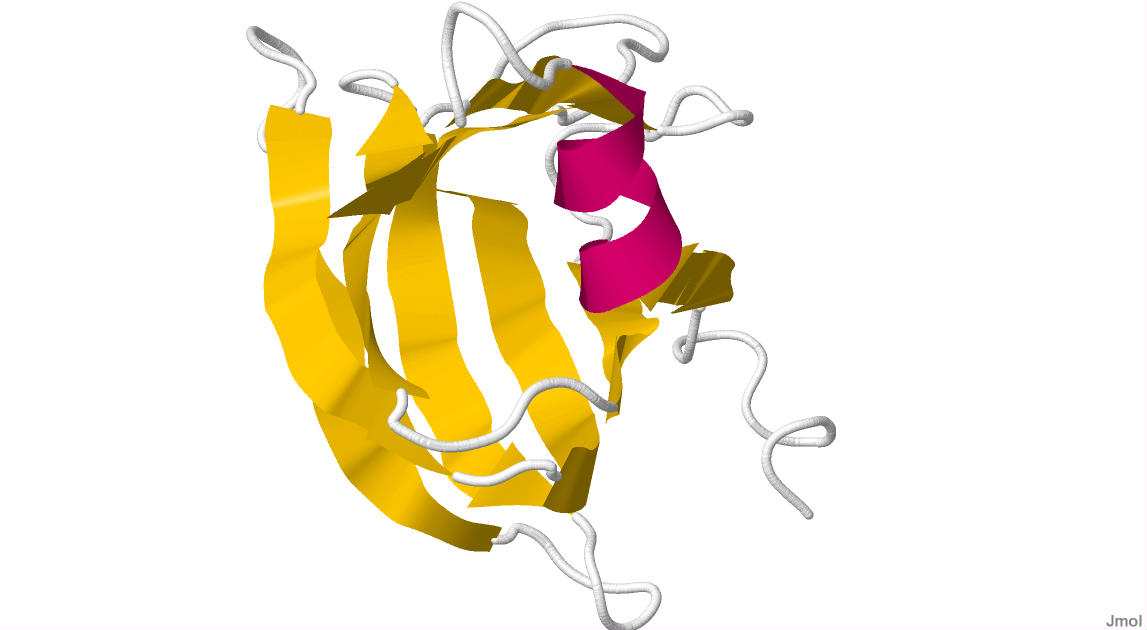
A clostridium enterotoxin hatásának a következménye emberben, enyhe hasmenéssel járó ételmérgezés

A botulizmus (a latin botulus, "kolbász" szóból) egy ritka, de veszélyes paralitikus (bénulásos) betegség. Speciális antitoxin injekcióval könnyen kezelhető. A Botulinum toxin nevű idegméreg okozza. A botulin blokkolja az idegrendszert, a légzési- és a mozgatóizmok bénulását okozza. Ritkán használatos, népies magyar elnevezése: kolbászmérgezés.  Kórokozója a Clostridium botulinum anaerob baktérium, amelynek anyagcsereterméke ez a neurotoxin.

## Fajtái
A botulizmusnak három fő fajtáját ismerjük:
- Étel okozta botulizmus – ezt olyan étel fogyasztása okozza, amely botulinum toxint tartalmaz. Előidézhetik a nyersen elfogyasztott hentesipari készítmények, vagy a rossz technológiával készült házi készítmények is.[2]
- Sebbotulizmus, ezt sérülés során szerzik, ilyenkor a seb Clostridium botulinum baktériummal fertőződik.
- Gyermekbotulizmus – ezt a baktérium spórájának elfogyasztása okozza, amely azután tenyészni kezd a belekben és toxint termel.

A botulizmus minden fajtája végzetes lehet, ezért orvosi szükséghelyzetet teremt. Az étel-okozta botulizmus különösen veszélyes, hiszen ilyenkor ugyanabból a forrásból egyszerre többen is fertőződhetnek. Ételmérgezést a rosszul hőkezelt konzervek fogyasztása útján csak az a toxin vált ki, amely az ételben, vagy konzervben termelődött. Az édes és savanyú ételek nem veszélyesek, mert ezekben toxin nem képződik.
A botulizmus klasszikus tünetei 12-36 órával a fertőzés után jelentkeznek, de ez az idő lehet hat óra is és 10 nap is. A tünetek: száraz száj, nehéz nyelés, nehéz beszéd, izomgyengeség, dupla látás, hányás, heves hasmenés, előrehaladó izombénulással. Ha a fertőzés kezeletlen marad, lebénulhatnak a karok, a lábak, a törzs, a légzőizmok és bekövetkezhet a halál.
Minden esetben a toxin okozza a megbetegedést, nem a baktérium maga. Ezt azért fontos megjegyezni, mert a toxin jelenléte önmagában is elegendő a súlyos betegség kialakulásához, így gyakorlatilag baktériummentes étel is okozhat botulizmust, ha az korábban a méreggel szennyeződött.

## Diagnózisa
A diagnózist a laboratórium a hányadékból, a gyomormosó folyadékból, ételmaradékból állítja fel, ezért ezeket gondosan meg kell őrizni.

## Kezelése és megelőzése
Mivel a Clostridium botulinum a szervezetben csak igen kivételes esetekben képes szaporodni, s a betegséget kizárólag a toxin okozza, nincs értelme antibiotikumot adni. A cél az emésztőrendszerből még fel nem szívódott toxin eltávolítása; illetve a sejtekhez még nem kötődött méreg közömbösítése ellenszérummal. Mivel a botulinum toxin – a legtöbb bakteriális toxinhoz hasonlóan – hőérzékeny, a betegség az ételek megfelelő hőkezelésével megelőzhető (a toxinnal fertőzött étel egyszerű felmelegítése nem elég, több perces alapos főzés szükséges). A nem kellő maghőmérsékleten végzett főzést túlélő baktériumok elszaporodhatnak. A leghőtűrőbb, elpusztítandó toxikus mérgezést okozó mikroorganizmus az endospórát képző, anaerob talajlakó szaprofiton, a Clostridium botulinum. Ez a mikroorganizmus okozza a botulizmust, amely a nyersen elfogyasztott hentesipari készítmények és a lelkiismeretlenül vagy rossz hőkezelési technológiával készült házi készítmények következménye is lehet. A mikroorganizmusok által bekövetkező fertőzés elsődlegesen, a szakszerűtlen, laikus, otthoni, vagy háztáji, és a tévhiteken alapuló helytelen tartósító technológia következménye.

## Fegyverként való felhasználása
„Az Európában történt mérgezéses esetek közül a legnagyobb visszhangja az 1996-os olaszországi botulizmus mérgezésnek volt, amikor egy fiú meghalt, hatan pedig kórházba kerültek a mascarpone sajt fogyasztása után. Ez volt az első eset, hogy a botulizmus kórokozója tejtermékben előfordult.
Az ENSZ ellenőrei már a 90-es évek közepén találtak Irakban olyan robbanófejeket, amelyek botulizmus-toxint tartalmaztak. Irak elismerte a toxin előállítását.”

– 

## Lásd még
- Ételmérgezés
- Húsmérgezés
- Járványtan